# Hà bá
Hà bá hay còn gọi tử (danh pháp khoa học: Nyssa javanica) là một loài thực vật có hoa trong họ Cornaceae. Loài này được (Blume) Wangerin miêu tả khoa học đầu tiên năm 1910.